# Llista de vocabulari cerdà
Aquesta llista de vocabulari cerdà recull una mostra significativa de lèxic propi del parlar cerdà, una variant local del català septentrional de transició que es parla principalment a la Cerdanya.
La tria dels mots llistats s'ha fet a partir de les obres de referència citades a la secció Referències.
| Índex A B C D E F G H I J K L M N O P Q R S T U V W X Y Z |

## A
- Abab!: compte!
- Apria!: compte! aquest de mal humor
- Apriar: apariar, aparellar; adobar
- Abelitrar: atacar o cridar algú de manera grollera
- Acampar: empaitar
- Agraviar: faltar al respecte
- Aixanicar: escarrabillar-se
- Aixer: xerri
- Alberany: crit fort
- Algom: quelcom
- Allà-ahir: abans-d'ahir
- Anoll: xai - corder - anyell, bou o vaca d'un any a dos d'edat
- Abrasetar
- Abuixar: aquissar, atiar els gossos a envestir algú
- Afera: f. afer; tema
- Agram
- Agullada
- Aidar: ajudar
- Aibre: arbre
- Aigalada
- Aigol
- Airina
- Alenta
- Alimari
- Alre: quelcom més
- Altimiri
- Andà
- Anoll
- Apletar: fer entrar a la pleta
- Aquissar: provocar
- Araire: arada
- Aladre: arça, roser silvestre
- Arestada
- Argensana
- Argentís: argentí
- Arguenells
- Arramassar: arreplegar
- Arriat -ada: ferm -a, ben plantat -ada, eixerit -ida
- Arruix: soroll estrident
- Atomegar: estomacar, tustar, atonyinar
- *Atracassar: cansar en excés
- Atrapar: trobar
- Aufals
- Aujam: aviram
- Ausvirar: albirar
- Avajó: nabiu
- Avisar: veure, albirar, adonar-se

## B
- Ba: bes
- Badiu: eixida
- Bàjol
- Baleja: escombra
- Balejar: escombrar
- Baloni -ònia: estrafolari -ària, rodamón
- Barloc
- Barguet: estri de fusta que empraven les dones quan anaven a rentar roba
- Barralla: tanca feta de barres o branques
- Barsa/batzer: esbarzer
- Barset/abarset: rosa dels Alps, Rodhodendron ferrugineum
- Beç: bedoll
- Bigós: aixada de ferro amb dues puntes
- Bisti
- Bit
- Bogor: bavor, xafogor
- Bolitroc: nyanyo, bony
- Bolilla de picolat: bola de carn
- Borromba: esquella grossa més estreta de baix que de dalt
- Borrufa
- Bot de les nines: cornamussa, sac de gemecs, gaita
- Botir: botar, inflar
- Braullera
- Bravant
- Bregafaient: maldecap, problema
- Brugar
- Buc: rusca, arnera
- Buina: bovina, boïna
- Buscallada: bastonada

## C
- Cabanera
- Cabra
- Cabracoc: esquella que duen les cabres
- Caçaire
- Cagamuja
- Calistre: calostreà
- Calastró: seny, senderi
- Calm
- Camalliga: lligacama
- Camatrencat
- Camilleres: caramelles
- Camperri: camp gran
- Caneula
- Capada
- Capil: capdamunt
- Carcanet: mena de vent
- Carnyot: carnot, carnús, tros de carn malmesa
- Carràs
- *Casqueta: gorra (castellanisme)
- Cassó
- Cavalló
- *Celeri/celerí?: api
- Celistre
- Cenrer: terra bona per a plantar-hi llavors
- Cervellí: esvalot produït pels esquellots
- Cirer: cirerer
- Civera
- Clampsar: panteixar
- Clavadura
- Cleda
- Clina
- Clofella: clovella
- Closca
- Closa
- Coberturi: cobertura telefònica
- Coflinca: societat, grup de gent associada
- Colga: placenta
- Colissa: col d'hivern
- Collada
- Collant
- Cóm: obi, noc
- Coma
- Comella
- Confletada/congletada: tempesta amb calamarsa
- Conjuminar: ajustar, posar d'acord diverses coses
- Contraterrer
- Cóp
- Corbell: sàrria
- Corna: banya
- Corriment: interès
- Corrons: ronyons-renyons
- Cortí
- Coscoll
- Coscorra: cascavell usat amb ovelles o mules
- Cossa
- Cot
- Crion: llapis. gal·licisme
- Crebar: esclatar, petar
- Cric
- Curmull: curull, caramull
- Cucota
- Cuga: cua
- Currafoles: gènere de bolets
- *Currutaco -a: amant, amistançada amb qui es té relacions d'amagat
- Cremallola: carrerola, cama-sec
- Cremalls: clemàstecs
- Cuga: cua
- Cúller: collir
- Cup
- Cutisser: brutícia

## D
- Dall
- Dellà-ahir: abans-dahir
- Dental
- Desgall: pèrdua econòmica
- Disesset: disset
- *Domatge: quin greu, és una pena (gal·licisme)
- Donques: doncs
- Dorc

## E
- Ega: egua
- Egasser: eguasser
- Einam: estris de cuina; bateria de cuina
- Empardina
- Empixonat: embalaït
- Empriu
- Encanatrar: encastar
- Enrepteir: enrampar
- Efelat
- Entemat -ada: cabut -uda
- Esbramatec: bramul
- Escabot: escamot
- Escavallico: pruna silvestre
- Escorniflaire: xafarder -era
- Escorredissa: truita de riu
- Escorronar: escórrer
- Escrassadora/escarsadora: escassadora, cullera grossa i planera plena de forats amb què se separa l'escuma del brou o de qualsevol altre líquid[a]
- Escurar: rentar
- Esbandir
- Esparra
- Esquellerins
- Esquitnet: crit estrident, xiscle
- Estalabre: astrolabi, talòs, pesat -ada
- Estacader
- Estalabard
- Estartany: branquillot que seur del tronc d'un arbre
- Estenebres: cleca
- Esterregall: zona argilosa inestable
- Esteva
- Estivar: estiuar
- Estivant: estiuant
- *Estiló: ploma estilogràfica, ploma de bola, un estilògraf de bola o bollescriu
- Estiralló: branc sec
- Estirgonyar/estringonyar: estireganyar; esgarrinxar
- Estomac: estomacada, atonyinada
- Estorlocat -ada: eixelebrat -ada, esbojarrat -ada
- Estorrellar: torrar
- Estossar: estossinar, matar a cops
- Estrebar: estirar
- Estrebranquejar: caminar o córer més del que es pot forçadament
- Estregina: teranyina
- Estriboc -a: estrafolari -ària, extravagant
- Estuf: orgull
- Estufarrat -ada: estarrufat -ada, cofoi -a
- Esventrellat -ada: empatxat -ada
- Esvoletegat -ada: esvalotat -ada
- Etzibori -òria: bisbètic, extravagant, excèntric, esverat -ada, facècia, ocurrència graciosa, peripècia

## F
- Fagot: feix de llenya
- Fajuc -a: pòtol -a, rodamón, indigent
- Falb
- Falsa: golfa
- Fanç: falç
- Faniant: mandrós (gal·licisme)
- Farga
- Feda: ovella
- Fe: fenc
- Feixanc
- Ferrada: galleda
- Ferrat
- Ferrussa: brogit, soroll
- *Ficel·la: cordill
- Firla: mica
- Flincastrada/filngastada: flingassada, cop de fuet
- Flostis: despenjat -ada, indigent, bohemi, baliga-balaga
- Foïna: fagina
- Follet
- Forra
- Forrar: avortar
- Fou
- Franquejar: ésser franc, actuar amb franquesa
- Fredorada: fred vingut de sobte, onada de fred
- Frejar: mandrejar, fer mandra
- Fumaterri/fumerri i fumaterri: gran fumera
- Fumineja/fumeneja: xemeneia
- Fumera
- Fumeral

## G
- Galera: golafre
- Gansillar: panteixar, respirar anhelosament o amb la boca oberta a causa del cansament
- Gansol
- Garifaldi: fat, destí
- Garber
- Garrau: gavarreró, fruit de la gavarrera
- Garrava: garravera, gavarra
- Gavarrera
- Garrotar: estrènyer fort amb una corda
- Gasalla: companyia grata, tertúlia
- Gaspa: rapa de raïm
- Gatesca: vetllada a la vora del foc
- Gatsàlit
- Gatusa
- Gespec: géspet
- Gicar: deixar
- Girola: rossinyol
- Gorà: guarà
- Gord: dur, sec
- Gorja: gana de menjar
- Gralla: gallina
- Gram: agram
- Gréixa: créixens
- Gresala: cassola grossa de terrissa o metall on es cou i serveix el menjar
- Grifuls: esgarrifança
- Gripi: grípia, menjadora
- *Gui: grèvol

## H
- Hasarderia: atreviment
- Herba de la grapa
- Herba de les set sagnies
- Herba del meu
- Herba llistonenca

## J
- Jaç
- Jaça
- Jaupar: bordar
- Junya

## L
- *Lero -a: babau -a, beneit -a, pallús -ussa
- Llampa: taca greixosa?
- Llapí -ina: conill -a
- Llenar: cansar, ofegar
- *Llimpiar: netejar
- Llit: placenta
- Llunetes: ulleres

## M
- Macaleu
- Madolat -ada: masegat -ada
- Macolat -ada
- Mangala: bastó, penis
- Manxiula: escampador, llufa
- Manyaga: carícia
- Marmanyer -era: xafarder, xerrameca, dona buscada perquè plori als enterraments
- Marrà -ana: cabut -uda
- Martinet
- Masut: gasoli
- Menina
- Merangina: aire i núvols
- Migera
- Miolat -ada: trist -a
- Mirvar: minvar
- Mofle -a: tou -ova
- Molinar: moldre
- Monja: mongeta
- Mordir: mossegar
- Morralla
- Mossar: oscar
- Mundo: bagul per a guardar-hi roba i objectes de valor, documents, etc.

## N
- Nacnua
- Ninyol: llinyol, fil encerat o empegat amb què els sabaters cusen les sabates
- Noga: nou

## O
- Ora
- Orc
- Ordiga: ortiga
- Ordiguer: ortiguer
- Oriol

## P
- Padrí vell: avi
- Pallago: nen
- Pamort -a: encantat, algú que es deixa portar
- Panari: furòncol
- Papos: poca-solta, ximple
- Pasquer: pastiu
- Pastura: lloc de pastura
- Pasquiu
- Pastre: pastor
- Patat
- Patuleia: grup o colla de gent de no gaire fiat
- Patusca: embriac -aga
- Peçolar: lligar amb un nus les potes de les ovelles per tondre-les dels conills per portar-los penjats al corral, etc.
- Peira
- Peirer: paleta
- Péixer
- Pèl de ferro
- Pèl grifat
- Pèl peixard
- *Pelerina: esclavina
- Pendís
- Perdulari -ària: deixat -ada, baliga-galaga
- Pelfa: puta, bagassa, prostituta
- Pericó
- Pernabatre: estirar la pota, morir-se
- Perol: galleda
- Pesenar: arrossegar, tibar
- Peutrigar: calcigar, peucalcigar, trepitjar
- Pica: fregador, basseta
- Picassa: destral
- Pioxa: mula
- Pinsó -ona: ànec -ega
- Pistaixa: futilesa, ximpleria, bajanada
- Pivet: avet
- Pixacalces: covard -a
- Pixa-rabent: algú que sempre té pressa
- Pixa-rellisques: primmirat -ada
- Pixatinters: escrivent -a, oficinista
- Pla: certament, prou
- Plaga: trapella, de poca confiança
- Plapa: clapa, herba
- Plaure: agradar
- Pleta: lloc de garriga a vegades prop de les heretats per a tancar-hi el bestiar
- Pletiu
- Pollar: covar
- *Poela: estufa i cuina de llenya construïda amb ferro de forma circular
- Populina: pollanc de capçada ampla i fulles triangulars
- Portacot: coder
- Posella: prestatge, lleixa
- Prilló: penelló
- Prima: instrument semblant al clarinet i a la gralla que acompanyava els balls antics
- Primal
- Procavietat: qualitat de prolífic
- Prou: sí, certament
- Prunyó: aranyó, fruit de l'aranyoner
- Pruvilla: pruïja
- Punxent -a: punxegut -uda

## Q
- Quartat
- Quer: roca
- Querol
- Quisca: brutícia acumulada
- Quitllar-se: dreçar-se, tenir una reacció amb actitud seriosa

## R
- Rampí
- Ransonejar: rondinar, remugar
- Ranuncle de pedrusca
- Ras
- Rasa
- Rascle
- Ratadís: ratadura, clotet o altre senyal que resta a la pell a conseqüència de la verola o d'altres malalties
- Ràvec: rave
- Recola: recoladura, multitud
- Recossirar: reconèixer, mirar atentament una cosa per comprovar-ne l'estat per a cercar-hi quelcom
- Recotze: recolze
- Redall
- Refastinyós -osa: llepafils
- Refistolar-se: refer-se d'una malaltia o situació negativa
- Reflectir: pensar, perpensar, barrinar
- Regal: llàgrima
- Remball: condició social, tren de vida
- Remeniot -a: manefla
- Tràfec -ega
- Remosa
- Remunyar
- Repeix: àpat
- Rescald: brasa viva
- Reumejar: expectorar
- Rossam: bestiar equí
- Ròssec
- Rua: arruga
- Rufaca: rufaga, rufa, torb
- Rufacada: rafegada, ràfega

## S
- Sàbat: xivarri
- Sabarina
- *Sabot: sabata amb sola de fusta
- Sacar/cecar: treure, buscar, cercar
- Sagó
- Salanca: diversos tipus de salzes, Salix spp
- Sapandall: trasto, algú que no val gran cosa, que fa més nosa que servei
- Sarda: sardina, arengada
- Segaire: segador
- Seguera
- Seguisseu: algú que sempre en segueix una altra
- Selló
- Sequi: séquia
- Serrar: tancar
- Acordar
- Serrill: serradures
- Singlar: senglar
- Sirgar: funcionar, treballar
- Sobrany
- Solaç: esbargiment, entreteniment agradable
- Sol-rajaire: algú que sempre s'està al sol
- Sonsònia: acordió
- Sorc
- Suarda: brutícia acumulada per la suor
- Sunyar-se: resistir a fer una cosa, tenir-hi repugnància

## T
- Talabard: rosa dels Alps, Rodhodendron ferrugineum
- Taleja: diners, estalvis, beneficis, negoci
- Tambanada: patacada, topada, estavellada
- Tampa: tapa de metall o de ferro, porta d'un armari, porticó
- Tanada taupa: talp, soroll estrident, terrabastall
- Tampis: tant se val
- Tangí: gibrell, perol d'aram o alumini emprat per a fer crema confitura, etc.
- Tany
- Tanyut -uda: ferm -a. endurit -ida
- Tapaboques: pel castellanisme 'bufanda'
- Tarja
- Tartallotja: algú que entra poc en raó, tossut -uda. pesat -ada
- Tartera: xerraire
- Tavella: mongeta tendra
- Teixir: patir, esforçar-se
- Temperi
- Tempsada: temps atmosfèric
- Teneor: temor, temença
- Terçó
- Terramena: bona peça
- Terregall
- Timbau: estimball, abisme
- Tinorca: tanoca, babau -a, pallús -ussa, pesat -ada
- Tiró -ona: ànec
- Tocadora: vara d'avellaner
- Tocar: pegar les vaques amb la vara
- Tomacaldo: efeminat, homosexual
- Tomany: babau -a, tanoca, pallús -ussa
- Tonre: tondre
- Torer
- Torir: cobrir el toro la vaca
- Torpa
- Tossa
- Trabucar: ensopegar
- *Tracàs: feina excessiva, preocupació agitada, estrès
- Traginar: remenar, desordenar, buscar insistentment
- Trapar: atrapar, agafar, arribar, aconseguir, trobar
- Traucar: travessar
- *Trefla: trèvol
- Trenca
- Trencapedra
- Triador
- Trialla: peladura
- Trossa: bolquers, conjunt de roba d'un infant
- Trumfa: patata
- Trumpon: eina per inclinar la roda del carro
- Tumar/tumir: envestir amb el cap
- Tustar
- Tupí: olla de petites dimensions; fig. cervell
- Tupina: olla més grossa que el tupí

## V
- Vailet: pastor elèctric
- Vajol
- Vaqueta: llimac a Eina
- Veire: got
- Vent de la fam
- Ventejar: gloriejar, lloar, encomiar
- Ventresca: vísceres abdominals
- Vetaquit: vet aquí
- Viampes: vejam
- Viladre
- Vinclar: doblegar, corbar
- Volalla: aviram
- Volaturi
- Voliaina: papallona petita
- Volant: mena de falç

## X
- Xafagleves: distret
- Xafarnat: mullena
- Xipoll
- Xaiar: anyellar, parir l'ovella
- Xalabotar: xarbotar, esquitxar, vessar l'aigua d'un recipient
- Xantar
- Xarmollat: congestió, constipat del nas
- Xeixa
- Xera: foc, flama del foc
- Xerc: xerri a Puigcerdà
- Xerinada: foc petit
- Xerriu: xerri
- Xerxar: remenar
- Xeta
- Xicra: tassa petita
- Xibida
- Xingar: copular, fer l'acte sexual
- Xixamaixeta: torracollons, titafluixa
- Xorm: raig d'aigua
- Xormollar: sanglotar
- Xormollat: congestió, constipat del nas
- Xulla